# تشارلز برنارد
تشارلز برنارد (16 فبراير 1876 - 26 سبتمبر 1953 في المملكة المتحدة) (بالإنجليزية: Charles Bernard)‏ هو لاعب كريكت بريطاني وبريطاني (وحمل سابقاً جنسية المملكة المتحدة لبريطانيا العظمى وأيرلندا). لعب مع نادي مقاطعة سومرست للكريكت ‏.

## وصلات خارجية
- تشارلز برنارد على موقع إي آس بي آن كريك إنفو (الإنجليزية)